# Нефтекумск
Нефтеку́мск — город в Ставропольском крае Российской Федерации. Административный центр Нефтекумского городского округа .

## География
Город расположен на Терско-Кумской низменности (Ногайская степь), в 5 км от реки Кума. Самый восточный из всех городов Ставрополья.
Расстояние до краевого центра: 276 км.
Ближайшая железнодорожная станция расположена в 70 км (город Будённовск).

## История
В 1848 году татарами было образовано поселение (аул) Камыш-Бурун (впоследствии — один из микрорайонов города Нефтекумска).
23 июля 1953 года открыта первая в окрестности нефтяная скважина.
Указом Президиума Верховного Совета РСФСР от 5 апреля 1958 года определено начало строительства посёлка Нефтекумск под Камыш-Буруном.
Решением исполнительного комитета Ставропольского краевого Совета депутатов трудящихся от 28 февраля 1961 года село Камыш-Бурун Ачикулакского района было отнесено к категории рабочих посёлков, с сохранением за ним прежнего наименования.
Решением Ставропольского краевого совета от 4 января 1963 года № 3 от рабочие посёлки Камыш-Бурун и Нефтекумск Камыш-Бурунского поселкового совета
Нефтекумского промышленного района были объединены в один рабочий посёлок городского типа с наименованием Нефтекумск.
12 января 1965 года Указом Президиума Верховного Совета РСФСР образован Нефтекумский район с центром в рабочем посёлке Нефтекумск.
23 августа 1968 года рабочий посёлок Нефтекумск преобразован в город Нефтекумск районного подчинения.
До 1 мая 2017 года город образовывал упразднённое городское поселение город Нефтекумск)

## Население
| 1970    | 1979    | 1989    | 1992    | 1996    | 1998    | 2000    | 2001    |
| ------- | ------- | ------- | ------- | ------- | ------- | ------- | ------- |
| 14 626  | ↗20 248 | ↗22 092 | ↗23 600 | ↗25 100 | ↗25 500 | ↘24 800 | →24 800 |
| 2002    | 2003    | 2005    | 2006    | 2007    | 2008    | 2009    | 2010    |
| ↗27 395 | ↗27 400 | ↘27 100 | ↘26 900 | ↘26 700 | ↘26 500 | ↘26 421 | ↗27 687 |
| 2011    | 2012    | 2013    | 2014    | 2015    | 2016    | 2017    | 2018    |
| ↗27 703 | ↘26 987 | ↘26 247 | ↘25 566 | ↘25 152 | ↘24 958 | ↘24 841 | ↘24 763 |
| 2019    | 2020    | 2021    | 2023    | 2024    | 2025    |         |         |
| ↘24 472 | ↘24 360 | ↘23 137 | ↘23 075 | ↗23 077 | ↘22 998 |         |         |

На 1 января 2025 года по численности населения город находился на 599-м месте из 1124 городов Российской Федерации.
Гендерный состав
По итогам переписи населения 2010 года проживали 13 340 мужчин (48,18 %) и 14 347 женщин (51,82 %).
Национальный состав
По итогам переписи населения 2010 года проживали следующие национальности (национальности менее 1 %, см. в сноске к строке «Другие»):
| Национальность | Численность | Процент |
| -------------- | ----------- | ------- |
| Русские        | 20 890      | 75,45   |
| Даргинцы       | 1945        | 7,02    |
| Ногайцы        | 949         | 3,43    |
| Татары         | 883         | 3,19    |
| Армяне         | 520         | 1,88    |
| Туркмены       | 479         | 1,73    |
| Аварцы         | 283         | 1,02    |
| Другие         | 1738        | 6,28    |
| Итого          | 27 687      | 100,00  |

## Упразднённое городское поселение город Нефтекумск
Статус и границы поселения были установлены Законом Ставропольского края от 4 октября 2004 год № 88-кз «О наделении муниципальных образований Ставропольского края статусом городского, сельского поселения, городского округа, муниципального района». В состав муниципального образования входил единственный населённый пункт — Нефтекумск.
1 мая 2017 года все муниципальные образования Нефтекумского района были объединены в Нефтекумский городской округ.
Символика
Город Нефтекумск как муниципальное образование (городское поселение) имел герб и флаг — официальные символы, отражающие исторические, культурные, национальные и иные местные традиции и особенности. Положения о гербе и флаге утверждены решением Совета депутатов города Нефтекумска от 26 декабря 2001 года № 102.
Местное самоуправление
- представительный орган муниципального образования — Совет депутатов города Нефтекумска (состоял из 18 депутатов, избранных на муниципальных выборах по одномандатным избирательным округам[42]);
- глава муниципального образования — глава города Нефтекумска, исполняющий полномочия председателя представительного органа;
- местная администрация (исполнительно-распорядительный орган муниципального образования) — администрация города Нефтекумска;
- контрольно-счётная комиссия города Нефтекумска[39].

Председатели Совета депутатов
- Кольченко Сергей Иванович[43]

Главы администрации
- Евдокимов Сергей Вячеславович — с 21 марта 2011 года[44];
- Черняков Александр Юрьевич — с 9 декабря 2015 года[44].

## Инфраструктура
- Культурный центр[45]
- Межпоселенческая центральная районная библиотека[46]
- Городская библиотечная система[47]
- Районный историко-краеведческий музей[48]. Открыт 2 сентября 2000 года[49]
- Спортивно-оздоровительный комплекс «Старт»[50]
- Центральная районная больница[51]
- Стоматологическая поликлиника[52]
- Телерадиоинформационный издательский центр «Нефтекумье»[53]
- Лечебное исправительное учреждение № 8 УФСИН[54]
- 4 пожарная часть ФПС[55]

## Образование
- Детский сад № 1 «Аленушка»[56]
- Детский сад № 2 «Сказка»[57]
- Детский сад № 3 «Берёзка». Открыт 1 декабря 1972 года[58]
- Детский сад № 4 «Радуга»[59]
- Детский сад № 5 «Тополек»[60]
- Детский сад № 6 «Журавушка». Открыт 1 февраля 1983 года[61]
- Детский сад № 7 «Белочка»[62]
- Средняя общеобразовательная школа № 1[63]
- Средняя общеобразовательная школа № 2[64]. Открыта 1 сентября 1966 года[65]
- Средняя общеобразовательная школа № 3[66]
- Вечерняя (сменная) общеобразовательная школа № 20[67]
- Детская музыкальная школа. Открыта 1 сентября 1963 года[61]
- Детская художественная школа[68]
- Детско-юношеская спортивная школа[69]
- Межшкольный учебный комбинат"[70]
- Центр внешкольной работы. Открыт 1 октября 1968 года[61]
- Региональный политехнический колледж[71]. Открыт 1 июля 1971 года как среднее профессионально-техническое училище № 8[65] (по другим данным 29 июля 1970 года[72])

## Экономика
- Предприятие «Ставропольнефтегаз» — градообразующее предприятие, добывает около 1 млн тонн нефти в год
- Предприятие «Хлеб Нефтекумья». Открыт 6 декабря 1966 года как хлебозавод[65]
- Молочный завод
- В районе выращивают овощи, бахчевые культуры, виноград
- Разведение овец, свиней

## Средства массовой информации
- Общественно-политическая газета «Восход»
- Сетевое издание «Нефтекумск ОНЛАЙН»

## Люди, связанные с городом
- Будовская Мария Семёновна (02.03.1928, с. Беловодское Донецкой области, Украина) — геолог, первооткрыватель ставропольской нефти, Почётный житель города Нефтекумска[73]
- Киселёв Леонтий Иванович (01.01.1945), заслуженный работник культуры РФ, член Союза журналистов России, дипломант общественного ордена национального Почёта России «За талант и достоинство», победитель и лауреат конкурса им. Г. Лопатина в разных номинациях, автор 10 книг об истории города Нефтекумска и Нефтекумского района[49]
- Маркаров Дмитрий Захарович (род. 1920) — почётный гражданин города Нефтекумска[74].
- Музыкин Николай Григорьевич (род. 1948) — бывший генеральный директор ОАО «НК «Роснефть»-Ставропольнефтегаз», Почётный гражданин города Нефтекумска[61]
- Хусейнов, Муса Арифулаевич (1930—2006) — Герой Социалистического труда[75].

## Достопримечательности

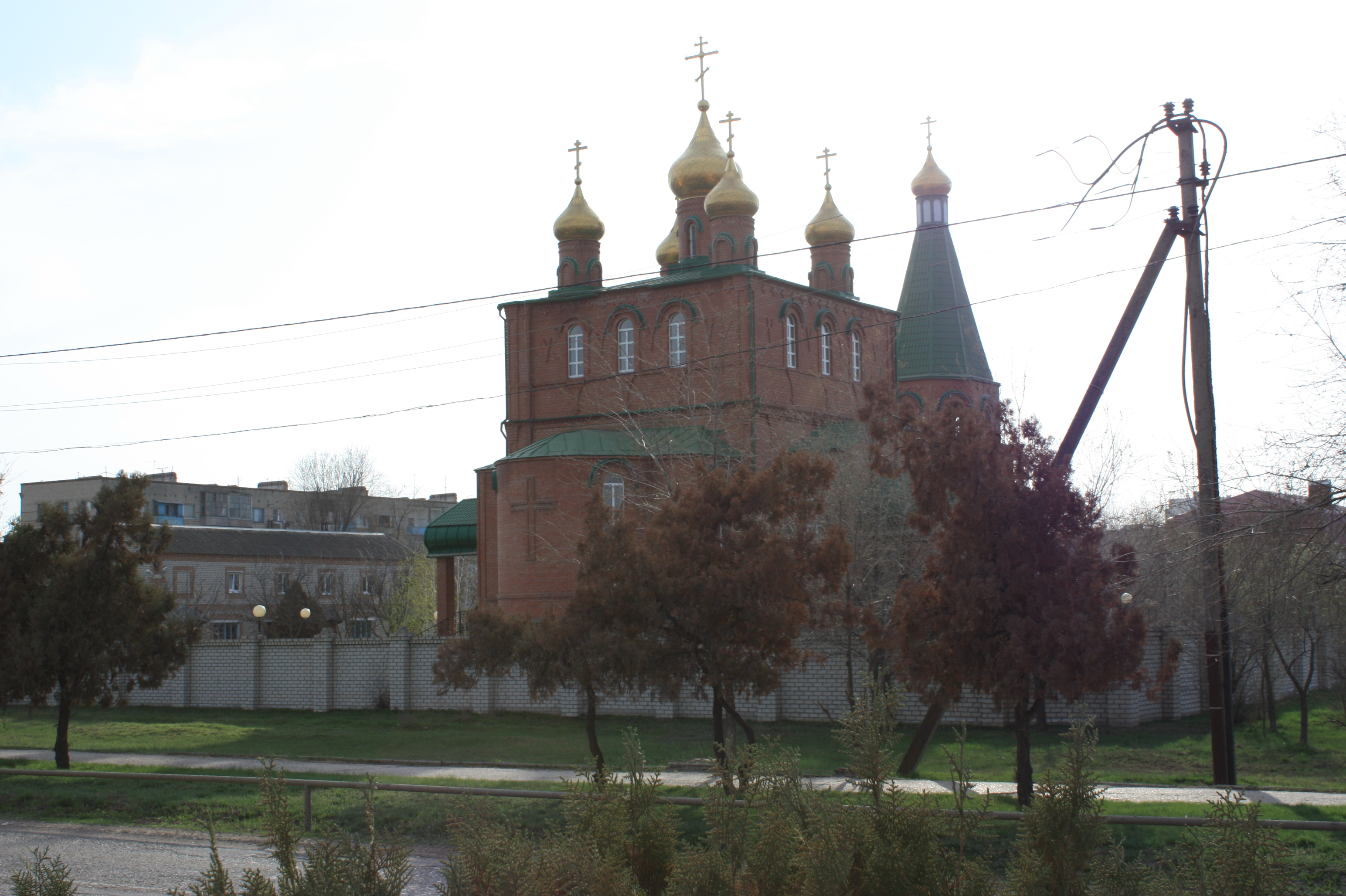
Храм Сергия Радонежского

- Памятник славы-воинам-освободителям 4-го гвардейского кавалерийского Кубанского корпуса. 1979 год[76].
- Трактор, установленный в честь строителей города[77]. Демонтирован.
- Памятный знак на границе Европы и Азии «45 параллель». 1976 год[78]. Изображён на гербе города.
- Памятник Ф. Э. Дзержинскому. 1976 год[79].
- Памятник советским воинам, погибшим в годы Великой Отечественной войны 1941—1945 годов. 1956 год[80].
- Братская могила советских воинов, погибших в борьбе с фашистами. 1942—1943 годов. 1955 год[81].
- Памятник партизанке-разведчице А. Шилиной, погибшей в 1943 году. 1964 год[82].

## Кладбища
В северо-западном районе города расположены 3 кладбища: общественное открытое (64 663 м²), общественное закрытое (9246 м²) и вероисповедальное открытое (183 410 м²).

## Памятники природы
В 3 километрах севернее Нефтекумска в пойме реки Кумы находится уникальный участок (48 га) реликтового леса, растущего в зоне полупустыни — Камыш-Бурунный пойменный лес. Из деревьев преобладают ива белая, ива серебристая, ильм пробковый, тополь гибридный, ясень высокий; также встречаются вяз мелколистый, груша, клён татарский, лох узколистый, яблоня восточная. В подлеске господствуют свидина южная, тамарикс, ива козья, жестер Палласа, аморфа кустарниковая. Густая поросль травостоя включает следующие виды: коротконожка лесная, осока колосистая, крапива двудомная, мокрица, дрёма белая, котовник мятный, гусиный лук ханы, ночная фиалка, вечерница.